# شارل موتون
شارل موتون (فرانسوی: Charles Mouton‎؛ ‏ ۱۶۱۷ – پیش از ۱۶۹۹) آهنگساز و نوازندهٔ لوت اهل فرانسه بود.
برخی از اعضای خانوادهٔ مادری او موسیقی‌دانان دربار فرانسه بودند و خودش در سال ۱۶۶۴ در پاریس زندگی می‌کرد و شاگردان فراوانی داشت. سپس از سال ۱۶۷۳ در یک دربار محلی در منطقهٔ ساووآ در تورین مشغول به‌کار شد. موتون و موسیقی‌دان معاصرش ژاک گالو دو تن از آخرین آهنگسازان برجستهٔ فرانسوی برای لوت هستند.